# Penelope Devereux
Lady Penelope Devereux (Stowe-by-Chartley, 1563 – Londra, 7 luglio 1607) è stata una nobildonna inglese.

## Biografia
Era la secondogenita di Walter Devereux, I conte di Essex, e di sua moglie, Lettice Knollys, figlia di Sir Francis Knollys e Catherine Carey. 
Suo padre venne creato conte d'Essex nel 1572. 

## Matrimoni

### Primo matrimonio
All'età di quattordici anni, Penelope conobbe Sir Philip Sidney, che aveva accompagnato un lontano cugino della regina Elisabetta I in visita a Lady Essex nel 1575. Suo padre morì a Dublino nel settembre 1576. Aveva mandato un messaggio a Philip Sidney dal suo letto di morte esprimendo il suo desiderio che avrebbe voluto che sposasse sua figlia.
Il fratello di Penelope, Robert, visconte Hereford, ereditò la Contea d'Essex alla morte del padre, e Penelope, sua sorella Dorothy e suo fratello minore Walter, vennero affidati alla tutela di Henry Hastings, III conte di Huntingdon.
Nel 1581 Penelope sposò Robert Rich, I conte di Warwick, figlio di Robert Rich, II barone Rich ed Elizabeth Baldry. Si dice che Penelope protestò per questo matrimonio. Ebbero sette figli:
- Lady Essex, sposò Sir Thomas Cheek, ebbero otto figli;
- Lady Isabel, sposò Sir John Smythe, ebbero una figlia;
- Lady Penelope, sposò Sir Gervase Clifton, ebbero un figlio;
- Lady Lettice (?-1619), sposò in prime nozze Sir George Carey e in seconde nozze Sir Arthur Lake;
- Robert Rich, II conte di Warwick (1587-1658);
- Henry Rich, I conte di Holland (1590-1649);
- Sir Charles (?-1627).

### Secondo matrimonio
Il matrimonio di Penelope e Robert era infelice e nel 1595 cominciò una relazione segreta con Charles Blount, barone Mountjoy. 
Dopo l'esecuzione di suo fratello per tradimento, nel 1601, suo marito la cacciò e andò a vivere con il suo amante. Charles venne creato conte di Devonshire da Giacomo I e Penelope fu tra le dame che accompagnarono Anna di Danimarca per il suo ingresso a Londra nel 1603 e fu una sua Lady of the Bedchamber.
La coppia ebbe tre figli:
- Mountjoy Blount, I conte di Newport (1597-1663);
- Elizabeth;
- John.

Nel 1605 suo marito chiese il divorzio e Penelope voleva sposare Blount e legittimare i loro figli. Nel procedimento di divorzio, ha pubblicamente ammesso l'adulterio. Il divorzio è stato concesso, ma le richieste di risposarsi e legittimare i suoi figli furono rifiutati. Sposò Blount in una cerimonia privata celebrata dal suo cappellano, William Laud, poi arcivescovo di Canterbury, il 26 dicembre 1605 a Wanstead House, a Londra. Essendo una cerimonia effettuata contro il diritto canonico, la coppia venne bandita dalla corte. 

## Morte
La coppia visse come marito e moglie con i loro figli fino alle loro morti. Blount morì il 3 aprile 1606 e Penelope il 7 luglio 1607.

## Musa
Penelope era considerata una delle bellezze della corte di Elisabetta I. Aveva i capelli biondi e gli occhi scuri, era una cantante e ballerina di talento e parlava correntemente francese, italiano e spagnolo.
Si pensa che Philip Sidney si sia ispirato a lei per scrivere Astrophil e Stella. Il poeta minore Richard Barnfield, dedicò la sua prima opera, The Affectionate Shepherd, pubblicata nel novembre 1594, a Penelope. Bartholomew Yong le dedicò la sua traduzione dell'opera Diana di Jorge de Montemayor, John Davies di Hereford le dedicò dei sonetti da parte di Henry Constable.
Il miniaturista Nicholas Hilliard è noto per aver dipinto due miniature di Lady Rich, nel 1589 e 1590. Uno è stato dato a Giacomo I d'Inghilterra e l'altro all'ambasciatore francese. 
Charles Tessier le dedicò il suo libro Le premier livre de chansons, elogiando (in italiano) il suo giudizio musicale, e John Dowland compose Galliard of My Lady Rich in suo onore.